# Ligdia ciliaria
Ligdia ciliaria är en fjärilsart som beskrevs av John Henry Leech 1897. Ligdia ciliaria ingår i släktet Ligdia och familjen mätare. Inga underarter finns listade i Catalogue of Life.